# Little Me
"Little Me" é uma canção da girlgroup feminina britânica Little Mix, gravada para o seu segundo álbum de estúdio Salute. Foi composta pelo grupo com o auxílio de Iain James e TMS, sendo que este último também esteve encarregue da produção. O seu lançamento ocorreu em 27 de dezembro de 2013 na iTunes Store através da Syco Music, servindo como segundo single do disco.

## Recepção da crítica
Robert Copsey do Digital Spy deu a canção quatro de cinco estrelas, chamando a de "sem esforços e inspiradora". Melissa Redman do Renowned, também deu 4/5 estrelas a canção,  complementando que a canção possui "vocais excepcionais", " harmonia perfeita" e "letra madura".  Isaac Mace-Tessler do site Pop Scoop, deu uma crítica super positiva, dizendo: "Little Mix tem uma super forte mensagem de inspiração e liberdade, todas as meninas dizendo para si mesma serem jovens, e dizendo a pequena eu, para não se preocupar e "falar, gritar, ser um pouco mais orgulhosa" e acreditar que elas são "lindas" e maravilhosas". A canção segue, assim, na grande tradição das baladas de R&B de fortalecimento, como nas canções Sugababes "Ugly", "Survivor" das Destiny's Child  e "Beautiful" da  Christina Aguilera. O clipe salienta ainda o seu significado sincero: gravado para valer em preto e branco,as meninas cantam emotivas em um armazém abandonado.

## Videoclipe
Em uma entrevista para o FrontRowLiveEnt.com, em relação ao video oficial, Jesy Nelson, disse: "Nós nunca fizemos um vídeo como este antes, ele é muito profundo e significativo. É muito sincero. No clipe,  Little Mix está em um armazém abandonado, intercaladas com meninas e mulheres "reais" que falam sobre suas esperanças, sonhos e insegurança. O vídeo foi lançado no dia 18 de outubro de 2013.

## Performances ao vivo
Little Mix apresentou Little Me no  Xtra Factor, no dia 3 de novembro de 2013, no dia 8 de dezembro na Capital FM Jingle Bell Ball. A primeira performance da canção nos Estados Unidos ocorreu no programa Good Morning America, em fevereiro de 2014.

## Faixas e formatos
| EP digital |                                                |         |  |
| N.º        | Título                                         | Duração |  |
| 1.         | "Little Me"                                    | 3:31    |  |
| 2.         | "Little Me" (WestFunk & Steve Smart Remix)     | 2:54    |  |
| 3.         | "Little Me" (DE$iGNATED Radio Remix)           | 3:48    |  |
| 4.         | "Little Me" (Live The Xtra Factor Performance) | 2:37    |  |
| 5.         | "Little Me" (Instrumental)                     | 3:28    |  |

## Desempenho nas tabelas musicais

### Posições
| Tabela musical (2013/2014)                     | Melhor posição |
| ---------------------------------------------- | -------------- |
| Austrália - ARIA Singles Chart                 | 85             |
| Bélgica - Ultratop (Valónia)                   | 56             |
| Escócia - Scottish Singles Chart               | 18             |
| Estados Unidos ( Billboard Twitter Top Tracks) | 48             |
| Irlanda - IRMA                                 | 26             |
| Líbano (OLT)                                   | 10             |
| Reino Unido - UK Singles Chart                 | 14             |

## Certificação
| Reino Unido (BPI) | Prata‡ |
| * Número de vendas definido com base apenas no nível de certificação. ^ Número de embarques definido com base apenas no nível de certificação. ‡vendas+streaming definido com base apenas no nível de certificação. |        |

## Histórico de lançamento
| País        | Data                   | Formato          | Editora discográfica |
| ----------- | ---------------------- | ---------------- | -------------------- |
| Austrália   | 27 de Dezembro de 2013 | Descarga digital | Syco                 |
| Irlanda     | 27 de Dezembro de 2013 | Descarga digital | Syco                 |
| Reino Unido | 27 de Dezembro de 2013 | Descarga digital | Syco                 |